# Испански златен век
Испанският златен век (на испански: Siglo de Oro) е период на разцвет на литературата и изкуствата в Испания при управлението на Хабсбургите, от края на XV век до втората половина на XVII век. В политически смисъл започва след 1492 г., с края на Реконкистата и пътуванията на Христофор Колумб в Новия свят, и завършва през 1659 г., когато е подписан Пиренейският договор между Франция и Испания.
Терминът „златен век“ е въведен от Луис Хосе Веласкес, маркиз де Валдефлорес (на испански: Luis José Velázquez, marqués de Valdeflores), ерудит и антиквар от XVIII век (1722 – 1772), в неговата пионерска критическа студия „Корени на кастилската поезия“ (на испански: Orígenes de la poesía castellana) (1754), макар и той да визира изключително XVI век. По-късно дефиницията се разширява, за да обхване цялата класическа епоха на апогей на испанската култура, преди всичко испанския Ренесанс от XVI век и испанския барок от XVII век. Макар че точната датировка не е възможна, теоретиците на модерната историография посочват като начало и край на Златния век на изкуствата и литературата две ключови събития: написването на „Граматика на кастилския език“ („Gramática de la lengua castellana“) от Антонио де Небриха през 1492 и смъртта на последния голям писател от периода – Педро Калдерон де ла Барка през 1681 г.
От този период датират архитектурни паметници като кралският дворец Ескориал, шедьоври на живописта от Ел Греко, Диего Веласкес и Франсиско де Сурбаран, многобройни литературни произведения, сред които Дон Кихот на Сервантес и творчеството на Лопе де Вега, както и образци на пикаресковия роман. Испания дава тон на цялата европейска култура. Дори модата в облеклото се диктува от испанците със строга тъмна дреха и пищни дантелени яки.